# Incel
Pour un article plus général, voir Masculinisme (idéologie).
La sous-culture incel (néologisme et mot-valise de langue anglaise pour involuntary celibate, célibataire involontaire en français) désigne la culture des communautés en ligne dont les membres se définissent comme étant incapables de trouver une partenaire amoureuse ou sexuelle, état qu'ils décrivent comme célibat involontaire ou inceldom. Ceux qui se déclarent incels sont en majorité des hommes hétérosexuels. Généralement, les femmes incels sont appelées femcels,,.
Les discussions dans les forums incel sont caractérisées par le ressentiment, une recherche de compassion excessive pouvant aller jusqu’à l’apitoiement, la misogynie, la misanthropie, la promotion de la violence contre les femmes et les hommes épanouis sur le plan sexuel, et le sentiment que le sexe devrait être un dû et que le refuser à certains hommes est injuste. Le Southern Poverty Law Center a décrit cette sous-culture comme « faisant partie de l'écosystème du suprémacisme masculin en ligne » et affirme que des personnes considérées comme incels ont commis plusieurs tueries de masse en Amérique du Nord et en Europe. Une douzaine de meurtres, dont au moins six meurtres de masse, ont été commis entre 2014 et 2020 par des hommes qui se déclaraient incels et qui étaient marqués par une idéologie d'extrême droite.
Lors d'une étude sur 300 personnes, les célibataires involontaires ont considérablement surestimé l'importance de l'attractivité physique et des perspectives financières pour les femmes, et sous-estimé l'importance de l'intelligence, de la gentillesse et de l'humour. Globalement, ils sous-estiment les préférences minimales des femmes.

## Terminologie
Les termes anglais « incel » et « involuntary celibacy » ont été créés en 1997, puis ont été utilisés par une publication scientifique en 2001. Ils désignent alors les individus qui sont célibataires malgré eux, sans sous-entendu de misogynie.
Dans son usage actuel, le terme « incel » désigne les groupes partageant une idéologie misogyne,.

### Création du mot
Les termes « incel » et « involuntary celibacy » auraient été inventés par une étudiante canadienne bisexuelle anonyme sous le pseudonyme d'« Alana », issue de la ville de Toronto en 1997, lorsqu'elle a créé un réseau et un site web afin de discuter de son inactivité sexuelle avec d'autres personnes,,,. Le site web, intitulé Alana's Involuntary Celibacy Project, contracté d'abord en invcel puis par la suite incel, vise à offrir un soutien aux personnes qui éprouvent des difficultés à établir des relations affectives. Le site est initialement conçu de façon inclusive et le terme invcel se veut sans jugement de valeur par rapport aux normes de genre. Apportant des réflexions sur la difficulté pour certaines personnes de s'intégrer socialement, Alana parvient à trouver une harmonie dans ses relations à la suite de cette initiative et cède le site à un inconnu.
Après la tuerie d'Isla Vista de 2014, elle a écrit : « comme un scientifique qui a inventé quelque chose qui a fini par devenir une arme de guerre, je ne peux pas désinventer ce mot, ni le restreindre aux gens plus gentils qui en ont besoin ».

### Dans le monde universitaire
Un article paru en 2001 dans le Journal of Sex Research (en) ayant étudié un forum en ligne incel définissait le terme « célibataire involontaire » (« involuntary celibate ») comme une personne qui souhaite avoir des relations sexuelles mais qui n'a pas été capable de trouver un partenaire consentant au cours des six derniers mois. Notant que le choix de six mois est arbitraire, les chercheurs ont conclu que « pour ce projet, l'important est de savoir si la personne se définit ou non comme un célibataire involontaire ». D'autres définitions ne correspondent pas à une durée précise. Le terme englobait alors également les personnes qui étaient dans des mariages sans sexe (en) ou d'autres relations, mais qui souhaitaient devenir sexuellement actives. Les chercheurs ont distingué le célibat involontaire de l'asexualité et de l'abstinence sexuelle volontaire. Dans ces communautés en ligne, le terme « célibat involontaire » ou « incel » est utilisé simultanément avec d'autres termes, tels que « love-shy » (littéralement « timide en amour », une anxiété sociale ou timidité excessive empêchant le succès amoureux),. L'autrice allemande Maja Roedenbeck Schaefer utilise le terme anglais « absolute beginner » (« débutant absolu »).

### Utilisation actuelle
En 2017, le terme incel désignait toutes les communautés non misogynes d'hommes célibataires involontaires. Dans l'usage actuel, en particulier depuis la tuerie de Toronto d'avril 2018, dont l'auteur se réclame de la « rébellion incel », le terme désigne plutôt les communautés misogynes extrémistes qui se désignent sous le nom d'incels, et dont se sont inspirés plusieurs meurtriers de masse,,,. Selon le New York Times, l'idéologie incel est une adaptation de l'idée de « suprématie masculine », une idéologie que le Southern Poverty Law Center a commencé à inclure dans sa liste de groupes animés par la haine, qui vise la restauration d'un ordre patriarcal. Certaines communautés en ligne utilisent des termes plus spécifiques pour qualifier certains types d'incels, comme « truecel » pour quelqu'un qui n'a jamais eu d'intimité physique, « mentalcel » pour quelqu'un dont le célibat involontaire est causé par un problème de santé mentale, ou « fakecel » pour quelqu'un qui fait semblant d'être incel.

## Profil desincels
(avril 2023).
Les personnes se déclarant incels sont majoritairement des hommes hétérosexuels. Ils sont décrits comme des personnes plutôt jeunes,. Principalement implantés aux États-Unis, les incels se comptent par centaines de milliers selon certains auteurs. Certaines statistiques montrent que dans les pays marqués par un excédent d'hommes par rapport aux femmes, l'instabilité et la violence, en particulier contre les femmes sont plus élevées.

### Groupes ethniques et racisme
Si la majorité des incels sont blancs d'après le Washington Post, les minorités ethniques sont aussi représentées. Le racisme influence souvent l'idéologie incel, de façon différente selon les individus. Certains incels estiment que leur appartenance ethnique, en particulier asiatique, est la cause de leur sort et qu'ils sont victimes de racisme. Le tueur d'Isla Vista, Elliott Rodger, qui était métis eurasiatique, fantasmait sur la blancheur et jalousait les succès amoureux des « inférieurs » asiatiques, mexicains et noirs. Certains incels sont aussi des suprémacistes blancs et recherchent une alliance entre les deux groupes.

### Femmes
Comme susmentionné, le tout premier site internet incel, Alana's Involuntary Celibacy Project, n'excluait aucun des deux sexes. Il existait des forums incels spécifiques aux femmes sur Reddit, tels que /r/Femcels et /r/TruFemcels (aujourd'hui bannis),,.
Néanmoins, il y a un désaccord dans les communautés incels en ligne sur la question de savoir si les femmes peuvent être incels, certaines communautés affirmant que les hommes incels sont nettement plus nombreux que les femmes incels, d'autres communautés prétendent que seules les femmes ayant une déformation physique peuvent être incels, certaines soutiennent que seules les femmes peu attrayantes appartenant au « percentile inférieur en termes d'apparence » peuvent être incels tandis que plusieurs autres affirment clairement qu'il est impossible pour les femmes d'être des incels. Selon l'Anti-Defamation League, la majorité des incels ne croient pas que les femmes peuvent être des incels.
Les femmes qui s'identifient comme incels partagent certaines similitudes avec leurs homologues masculins, telles que la conviction que l'apparence physique est le facteur le plus important pour trouver un partenaire. D'une autre manière, les femcels ont tendance à être différentes ; par exemple, selon la journaliste Isabelle Kohn, plutôt que d'être en colère contre les hommes qui les rejettent, elles sympathisent avec les hommes (friend zone) pour ne pas vouloir sortir avec eux.[pas clair] Kohn note la tendance des incels féminins à tourner leur rage vers l'intérieur, plutôt que vers l'extérieur comme les hommes incels.
La journaliste Titiou Lecoq explique que les femcels dénoncent également le fait d'être pénalisées dans leur vie quotidienne car elles ont peu d'amis, certaines prétendent avoir été ignorées par les professeurs pendant leurs études, elles prétendent obtenir moins de promotions au travail que les « Stacy », elles se sentent moins respectées, ou même ignorées dans l'espace public.
En février 2020, Kohn écrit qu'elle pouvait trouver des « montagnes » d'articles universitaires sur les incels hommes mais aucun sur les incels de femmes. Elle avance que l'hypothèse selon laquelle les femcels n'existent pas ajoute à leur douleur.
La journaliste Arwa Mahdawi a émis l'hypothèse que le fait que les femcels ne se livrent pas à des déchaînements violents comme certains incels masculins est la raison la plus évidente pour laquelle les femcels n'ont pas reçu beaucoup d'attention dans les médias de masse.
Selon les journalistes, hormis les communautés incels féminines elles-mêmes, peu de gens croient que les femmes peuvent réellement vivre le célibat involontaire. Selon Arwa Mahdawi, l'idée que les hommes « ont besoin de sexe et que les femmes doivent s'y soumettre » est profondément ancrée dans la culture ; beaucoup d'incels semblent penser que les femcels sont simplement « des femmes qui pensent que tout leur est dû et qui jouent les victimes pour obtenir la sympathie et l'attention des hommes, mais refusent de faire des concessions ». Certaines incels croient qu'elles pourraient avoir des relations sexuelles occasionnelles, mais craignent que ce soit avec des hommes qui abuseraient d'elles, ou ne les respecteraient pas, ou les deux,.

### Psychologie
Le célibat involontaire n'est pas en soi une pathologie médicale ni psychologique ; toutefois, ceux qui se désignent comme incels comptent dans leurs rangs des individus atteints de handicap physique ou d'altérations psychologiques. Une étude menée par l'université de Géorgie en 2001 relève que les personnes se qualifiant d'incels tendent à éprouver frustration, dépression et colère, quels que soient les motifs de leur célibat involontaire. Les chercheurs estiment que le célibat involontaire est souvent associé à la dépression, au neuroticisme, à l'anxiété et à des troubles de l'autisme,.  Une étude a révélé que les personnes qui se définissent comme incels surestiment considérablement l'importance de l'attrait physique et des perspectives financières pour les femmes, et sous-estiment l'importance de l'intelligence, de la gentillesse et de l'humour. Par ailleurs, la prévalence des troubles de l'autisme est supérieure dans cette population.

## Communautés en ligne
Le discours misogyne et violent,,, des communautés incel a conduit à de nombreuses interdictions de sites internet et d'hébergeurs. Le subreddit /r/incels et 4 chan étaient connus comme des sites où les hommes accusaient les femmes d'être la cause de leur célibat involontaire, prônant parfois le viol ou d'autres formes de violence ; les participants y étaient généralement misogynes et souvent racistes,. Le jargon des membres du groupe y décrit les femmes comme étant des « femoïdes » (« femoids ») ou des « Stacys » (désignant les femmes désirables mais superficielles) ou « Beckys » (désignant les femmes moins attirantes) ; les hommes ayant facilement des rapports sexuels étant désignés comme des « Chads »,. D'autres ont fait l'apologie de meurtriers, dont Elliot Rodger, l'auteur de la tuerie d'Isla Vista en 2014. Le 25 octobre 2017, Reddit a annoncé une nouvelle politique interdisant « les contenus qui encouragent, glorifient, incitent ou appellent à la violence ou à des préjudices physiques contre un individu ou un groupe de personnes ». Le 7 novembre de la même année, le subreddit /r/incels a été interdit pour avoir enfreint cette politique. Au moment de l'interdiction, la communauté comptait environ 40 000 membres. Les communautés Incel continuent d'exister sur des plateformes moins strictes quant aux contenus, comme Voat (en) et le forum /r9k/ sur 4chan. Ces communautés se recoupent souvent avec des sujets tels que l'art de la séduction et l'activisme pour les droits des hommes,.

### Durant la pandémie
L'une des études (2020) visant à mesurer les effets de la pandémie de coronavirus (et des réponses du gouvernement) sur la cybercriminalité s'est basée sur l'analyse de plus de cinq millions de messages postés sur incels.co et incels.net (les deux forums incels anglophones les plus actifs). Elle a montré que cette communauté a connu une forte hausse d'activité (posts et threads) lors des confinements induits par la pandémie de Covid-19, bien que le nombre d'auteurs de messages diminuait légèrement ; dans le même temps, il y a eu « une intensification substantielle des discours hostiles et violents dans ces forums, en particulier dans les discussions sur le potentiel (tels qu'ils le voient) de changements sociétaux favorables et de la place des incels dans celle-ci en raison de la pandémie ». Ceci est probablement dû au fait que les quarantaines, confinements et couvre-feux ont conduit les gens à passer plus de temps en ligne. Chez les incels, « la pandémie a ainsi alimenté l'apitoiement sur soi, les fantasmes extrémistes et l'hostilité envers les hommes et les femmes attirants. Cette intensification semble être une augmentation de l'activité des utilisateurs existants plutôt que de nouveaux contributeurs occasionnels ». Des incels ont forgé le mot-valise « Corona-chan» (chan désignant en japonais des filles mignonnes), disaient espérer que le virus réduirait le nombre d'hommes attirants (ex. : « le Corona doit être de notre côté car il tuera probablement le plus les chads (hommes séduisants dans le jargon incel) et les rosties (femmes séduisante), car ils ne peuvent pas arrêter de faire la fête et d'avoir des relations sexuelles avec des inconnus ». « S'il te plaît, Corona, viens tuer les chads et les stacies ». D'autres s'apitoyaient sur leur sort : « Je parie qu'avec notre chance, ce nouveau virus ne ciblera que les hommes de moins de 4 ans. Depuis que nous avons perdu la loterie des gènes, notre système immunitaire est probablement beaucoup plus faible que celui du chad, dont le système immunitaire peut tuer n'importe quelle maladie ou MST ». « Le virus tuera principalement les oldcels et les normies malsains. Cette merde doit vraiment muter pour tuer les chads et autres humains génétiquement supérieurs. » « Je pense que c'est le contraire. Corona chan est plus susceptible de me tuer que les chads à cause de mon gène sous-humain ». Certains estimaient que grâce aux morts de la pandémie, des personnes attrayantes connaîtront aussi le fait d'être isolées, comme le vivent normalement les incels.

#### Délit de presse et menace
Le 13 octobre 2021, la Cour d'Assises de Liège (Belgique) a condamné Sami Haenen. Lors de ce procès, ce dernier se déclare incel et est condamné à douze mois de prison avec sursis probatoire de deux ans pour le surplus de la détention préventive. Cette condamnation fait suite à des propos haineux envers les femmes sur Facebook et sur YouTube et des menaces dans laquelle Sami Haenen se disait prêt à donner sa vie pour combattre le fléau féministe, à devenir « le nouvel Elliot Rodgers »,,.

## Faits divers
Le 16 février 2025, à Meythet en France, des gendarmes ont tiré sur un adolescent de 17 ans armé d'un couteau, après qu'il a menacé de s'en prendre à des femmes dans une vidéo diffusée sur TikTok. Repéré grâce à la plateforme de signalement PHAROS, l'adolescent, connu pour sa fragilité psychologique et son affiliation au mouvement incel, a été localisé par les forces de l'ordre. Lors de l'intervention, il a brandi son couteau, poussant les gendarmes à utiliser un taser avant d'ouvrir le feu. Touché à la cuisse, il a été transporté à l'hôpital sans risque vital. Deux enquêtes ont été ouvertes : l'une pour apologie du terrorisme et menaces, l'autre pour violences par personne dépositaire de l'autorité publique.

## Tueries de masse
Il y a eu plusieurs tueries de masse commises par des hommes qui se sont déclarés incel, ou dont les déclarations s'alignent sur cette idéologie,.
La tuerie de l'École polytechnique de Montréal, en 1989, est un acte de terrorisme dirigé contre les femmes. Son auteur, Marc Lépine, déclare dans sa lettre d'adieu que les féministes ont ruiné sa vie. Arrivé au deuxième étage du bâtiment, il entre dans une salle de cours, isole les femmes et les abat, avant de tuer et de blesser d'autres personnes dans l'école. Il tue au total quatorze femmes et en blesse neuf autres ainsi que quatre hommes, avant de se suicider. C’est le « premier féminicide contemporain de masse revendiqué ». Marc Lépine est vu comme un héros et une inspiration par les groupes violents qui, comme les incels, commettront d’autres meurtres et tueries visant des femmes.
La tuerie d'Isla Vista en 2014 a attiré l'attention sur ces groupes et en particulier sur la misogynie et la glorification de la violence qui sous-tendent de nombreuses communautés incel. L'auteur, Elliot Rodger, s'est déclaré incel et il a laissé derrière lui un manifeste de 137 pages ainsi que des vidéos sur YouTube discutant de la façon dont il voulait se venger d'avoir été rejeté par les femmes,,. Il avait été un membre actif d'une communauté incel appelée PUAHate (abréviation de « pickup artist hate »), et l'avait mentionné plusieurs fois dans son manifeste,,.
L'auteur de la fusillade dans le canton de Collier en 2009 (en), George Sodini, a été glorifié par certaines communautés incel. Bien que le forum où Elliot Rodger a été actif, PUAHate, ait fermé peu de temps après son attaque, Rodger est devenu une sorte de martyr pour d'autres communautés incel et pour certaines communautés nées par la suite,,. Après la fusillade de Las Vegas d'octobre 2017 par un homme dont le mobile n'est pas clair[pas clair], certains membres de la communauté incel ont célébré le tireur, qu'ils considéraient comme un héros s'attaquant aux « normies », c'est-à-dire aux personnes ayant une vie amoureuse normale. La tendance se poursuit depuis. Sur le réseau social Facebook, le masculiniste Alek Minassian, par exemple, a affiché son adhésion à l'idéologie incel, avant de tuer dix passants, le 23 avril 2018, dans une rue de Toronto,. Après les meurtres, une affiche sur un site Web créé pour remplacer /r/incels déclarait, à propos de Minassian : « j'espère que ce type a écrit un manifeste parce qu'il pourrait être notre prochain nouveau saint ». Le terme « incel rebellion » est parfois utilisé de manière interchangeable avec le terme « beta uprising » (« bêta » par opposition au stéréotype du « mâle alpha »), qui correspond à une réponse violente à la privation sexuelle perçue par les incels.

### Liste des attaques et tueries inspirées par le mouvementincel
| Date             | Lieu                   | Pays        | Description | Article principal                                      |
| ---------------- | ---------------------- | ----------- | --- | ------------------------------------------------------ |
| 23 mai 2014      | Isla Vista, Californie | États-Unis  | Elliot Rodger, 22 ans, a tué 6 personnes et en a blessé 14 autres près du campus de l'université de Californie à Santa Barbara avant de se suicider. Il a laissé un long manifeste et des vidéos YouTube détaillant sa haine pour les femmes et son célibat involontaire,. | Tuerie d'Isla Vista                                    |
| 1er octobre 2015 | Roseburg, Oregon       | États-Unis  | Chris Harper-Mercer, 26 ans, a tué 9 personnes et en a blessé 8 autres sur le campus du Umpqua Community College avant de se suicider. Il a laissé un manifeste sur les lieux, soulignant son intérêt pour d'autres meurtres de masse, sa colère de ne pas avoir de petite amie et son animosité envers le monde. Avant l'attaque, quand quelqu'un sur un forum avait spéculé qu'il « se réservait pour quelqu'un de spécial », Harper-Mercer avait répondu : « Involontairement. »,.                                                                                  | Fusillade de l'Umpqua Community College                |
| 23 avril 2018    | Toronto, Ontario       | Canada      | Un chauffeur de fourgonnette, soupçonné d'être Alek Minassian, âgé de 25 ans, a tué 10 personnes et en a blessé 14 autres. Minassian a été arrêté peu après l'attaque. Peu avant l'attaque, Minassian avait posté sur Facebook que « la rébellion incel a déjà commencé » et applaudi Elliot Rodger, l'attaquant revendiqué dans les meurtres d'Isla Vista en 2014,. | Attaque à la voiture-bélier du 23 avril 2018 à Toronto |
| 2 novembre 2018  | Tallahassee, Floride   | États-Unis  | Scott Paul Beierle, 40 ans, a ouvert le feu sur plusieurs personnes dans une classe de yoga, tuant deux femmes et en blessant quatre. Dans des vidéos Youtube postées en 2014, Beierle s'identifie à la communauté incel, se plaignant du rejet des femmes à son encontre et dénonçant les relations inter-ethniques. Beierle a également attaqué dans ses vidéos les afro-américains, les immigrants et les femmes. | Fusillade de Tallahassee en 2018 (en)                  |
| 19 février 2020  | Hanau, Land de Hesse   | Allemagne   | Tobias Rathjen, 43 ans, a ouvert le feu sur plusieurs personnes dans des bars à chicha, faisant dix morts et six blessés. Il se décrit comme un incel n'ayant jamais eu de relation avec une femme. | Fusillades de Hanau                                    |
| 24 février 2020  | Toronto, Ontario       | Canada      | Un suspect (non nommé car mineur) a poignardé une femme et blessé une autre dans un spa à Toronto. La police a déclaré que l'attaque était inspirée par le mouvement incel. | Attaque du 24 février 2020 à Toronto                   |
| 20 mai 2020      | Glendale, Arizona      | États-Unis  | Un homme de 20 ans, Armando Junior Hernandez, est arrêté après avoir ouvert le feu avec un AR-15 dans une rue commerciale, blessant 3 personnes. Il déclare aux enquêteurs être un incel et avoir en particulier ciblé les couples. |                                                        |
| 13 août 2021     | Plymouth               | Royaume-Uni | Jake Davison, 22 ans, haltérophile et apprenti pilote de grue, ouvre le feu à Plymouth, tuant cinq personnes. Il commet ainsi la première fusillade de masse au Royaume-Uni depuis 11 ans. Davison est présumé retrouvé mort sur la scène du crime. Il se déclarait sur sa chaîne Youtube comme incel. Dans sa dernière vidéo avant les fait, il déclarait : « Je suis abattu et vaincu par cette vie de m****, la motivation que j'avais autrefois, elle s'est évanouie. », Il a cependant déclaré dans une vidéo qu'il « ne se qualifi[rait] pas en tant qu'incel ». | Fusillade de Plymouth en 2021                          |

### Lien avec le terrorisme
Des extrémistes se réclamant du mouvement incel ont ciblé des femmes dans des attaques. Des hommes et des enfants ont aussi été collatéralement victimes de fusillades et homicides au volant ayant touché des universités, les lycées et zones urbaines. L'idéologie incel implique l'assujettissement voire la répression des femmes et la détestation des hommes séduisants. « sa violence est conçue pour avoir des effets sociétaux de grande envergure. En conséquence, la violence incel semble conforme à une tendance émergente du terrorisme avec une dimension de crime haineux plus saillante qui nécessite un examen et une analyse plus approfondis - d'autant plus qu'elle se propage en Europe et montre des similitudes et a des liens naissants avec d'autres mouvements terroristes ».
Le 24 février 2020, un mineur de 17 ans attaque au couteau un salon de massage érotique à Toronto, ville où a déjà eu lieu une autre tuerie de masse en 2018, tuant une femme et blessant deux autres personnes (une femme et un homme). L'enquête de la Gendarmerie royale du Canada affirmait qu'il s'inspirait du mouvement « incel ». Lors de la première comparution de l'accusé devant un tribunal (par vidéo-conférence à cause de la pandémie de covid-19) le 19 mai 2020 pour meurtre au premier degré et tentatives de meurtres, la justice canadienne requalifie les chefs d'accusation en activités terroristes, sur recommandation de la Gendarmerie royale et de la police de Toronto. C'est la première fois au Canada qu'un incel fait face à un chef d’accusation de terrorisme.

## Idéologie de la«pilule noire»
Les croyances qui sont courantes dans les communautés incel, comme le fatalisme et le défaitisme pour les personnes peu attirantes, sont collectivement appelées la « pilule noire » (« black pill »). Beaucoup d'incels de sexe masculin croient aussi que la société moderne est gynocentrique et que les femmes sont prédisposées à l'hypergamie.
Le concept de la « pilule noire » distingue les incels du mouvement des droits des hommes et leur référence populaire à la pilule rouge, allusion au dilemme du film Matrix où le protagoniste doit choisir de rester dans un monde d'illusions (prendre la pilule bleue) ou de voir le monde tel qu'il est réellement (prendre la pilule rouge). Dans le contexte de l'activisme des droits des hommes, « prendre la pilule rouge » signifie voir un monde où les femmes détiennent le pouvoir sur les hommes. Par comparaison, le psychothérapeute Sam Louie interprète la « pilule noire » comme signifiant : « je vais désormais embrasser la violence, la haine et la misogynie ». Le forum incel r/Braincel déclare qu'une « pilule noire » est « un terme subjectif utilisé pour décrire les compréhensions socialement tacites - qu'elles soient réelles ou perçues - qui découlent du fait d'être un incel depuis longtemps ».
Le terme « pilule noire » a été inventé sur le blog Omega Virgin Revolt, prônant le découragement afin de distinguer les incels des communautés des pick up artists. Sur le forum incel appelé /r/incels (un subreddit), il existe deux expressions pour exprimer « l'état de résignation sans espoir à une vie sans sexe ni amour » qui est « si commun » sur ce forum : « la pilule noire » (« the black pill ») et LDAR (qui signifie « lay down and rot », « s'allonger et pourrir » dans son lit toute la journée). Selon un article, « les blackpillers croient qu'aucune quantité d'entraînement physique (gymmaxxing), de gain d'argent (betabuxxing) ou de stratégie sexuelle (running game) ne permettra jamais d'avoir une relation romantique. Ils croient qu'il n'y a plus qu'à se suicider (rope) ou s'allonger et pourrir [Lay down and rot] (LDAR). »

## Prévention de passages à l'acte violents
Elle passe notamment par la détection des discours de haine et la modération des forums et plate-formes internet. Des ethnologues, sociologues, psychiatres et psychologues cherchent à mieux comprendre la dynamique de groupe de la communauté incel, et le jargon qu'ils ont développé, ce qui permet d'intégrer des techniques de profilage automatique et de détection précoce des discours haineux dans les réseaux sociaux. En 2019, un système de deep learning a été mis au point, capable selon ses concepteurs, sur un réseau social (forum), de « détecter les cas de misogynie, d'homophobie et de racisme, avec une précision d'environ 95 % ».

## Prospective
Selon C. Emba, chroniqueuse du Washington Post, le phénomène incel est un symptôme sociétal, l'aboutissement d'« une culture qui utilise de plus en plus le sexe comme marqueur de succès, tout en perdant la connexion humaine et en lui substituant Internet ». Selon elle, il ne suffira pas d'enseigner à ces hommes comment se déconnecter et trouver des petites amies, ni de leur rappeler que la misogynie est une mauvaise voie, il faut en traiter les causes sociétales profondes.
Une étude conclut que la violence incel devrait être considérée dans ses liens avec d'« autres attaques misogynes telles que les féminicides et la violence sexuelle ; et dans le cadre d'une vague plus large de violence d'extrême droite, représentant ensemble une menace actuelle digne de plus de recherches sur la paix ».